# Wybory parlamentarne na Malcie w 1987 roku
W wyborach do Izby Reprezentantów na Malcie w 1987 roku, dzięki systemowi pojedynczego głosu przechodniego, większość spośród 65 miejsc w parlamencie zdobyła Partia Pracy, pomimo że większość głosów wyborców padło na Partię Narodową. Z tego powodu Partia Narodowa otrzymała po wyborach dodatkowe 4 mandaty. Frekwencja wyniosła 95,5%.

## Wyniki
|  | Partia          | Głosy   | Procent | Mandaty |
|  | --------------- | ------- | ------- | ------- |
|  | Partia Narodowa | 119.721 | 50,9    | 35      |
|  | Partia Pracy    | 114.936 | 48,9    | 34      |